# 조지프 아부드
조지프 아부드(Joseph Abboud, 1950년 5월 5일 ~ )는 미국인 남성 의류 패션 디자이너이자 저자이다.
조지프 아부드는 메사추세츠주 보스턴에서 태어났다. 1972년에 매사추세츠 대학교 보스턴을 졸업하고 파리 소르본에서 공부했다.
1981년 랠프 로런에 합류하여 남성옷 디자인의 조감독을 맡았다. 1987년 봄에 자신만의 레이블을 시작했다.